# Franciszek Caracciolo
Franciszek Caracciolo, właśc. Francesco Caracciolo (ur. 13 października 1563 r. w Villa Santa Maria, zm. 4 czerwca 1608 r. w Agnone) – prezbiter, święty katolicki.
Pochodził ze znakomitej rodziny. Studiował teologię na uniwersytecie w Neapolu. W roku 1587 przyjął święcenia kapłańskie. Prowadził pracę duszpasterską wśród więźniów i galerników. Razem z genueńczykiem Janem Adorno założył zakon Kanoników Regularnych Mniejszych dla opieki nad biednymi, chorymi i więźniami. W wieku 26 lat złożył śluby i w miejsce dotychczasowego imienia Askaniusz, przyjął imię zakonne Franciszek. W 1591 roku został generałem zakonu. Po kilku latach złożył urząd. Umarł, pielgrzymując do sanktuarium Matki Bożej w Loreto, 4 czerwca 1608 roku w Ankonie.
Pochowano go w kościele Matki Bożej Większej w Neapolu.

## Kult
Został beatyfikowany 10 września 1769 roku przez Klemensa XIV, a kanonizowany 24 maja 1807 przez papieża Piusa VII.
W roku 1840 św. Franciszek Caracciolo został ogłoszony drugim obok św. Januarego patronem Neapolu.
W roku 1844 ciało Świętego przeniesiono do kościoła Monte-verginella w Neapolu.